# Штормове попередження (фільм, 1988)
«Штормове попередження» — радянський двосерійний телефільм-катастрофа 1988 року, знятий режисером Сергієм Омельчуком на кіностудії Кіностудії ім. О. Довженка.

## Сюжет
На місто насувається стихійне лихо — синоптики повідомляють про наближення урагану. У цій екстремальній ситуації виявилася повна неспроможність людей, які за обов'язком служби зобов'язані зробити все можливе, щоб уберегти місто від руйнувань. Становище ускладнюється ще й тим, що у місті знаходиться великий хімічний комбінат, вибух якого спричинить великі жертви. Директор комбінату Горєв ухвалює рішення про зупинення комбінату.

## У ролях
- Леонід Бакштаєв — Максим Павлович Горєв
- Людмила Нільська — Марина Андріївна Сабова, керівник пресцентру міністерства
- Олександр Бєлявський — Вадим Вадимович Сироватський, заступник міністра
- Юрій Мажуга — Іван Харитонович Турчак, голова адміністрації
- Юрій Шликов — Борис Іванович Карахан, голова міськвиконкому
- Андрій Подубинський — Степан Тимофійович Косар
- Ігор Тарадайкін — Матвій Миколайович Лихолат, парторг комбінату
- Аліція Омельчук — Олександра Юріївна Янчук
- Костянтин Степанков — Романюк, начальник міськвідділу міліції, полковник
- Зінаїда Дехтярьова — Мар'яна Іванівна, мати Горєва
- Геннадій Болотов — Петро Федорович Волокуша, заступник директора комбінату
- Віктор Степаненко — Володимир Михайлович Аніщенко, заступник головного інженера
- Ірина Дорошенко — Варвара
- Михайло Голубович — начальник автотранспорту
- Юрій Рудченко — Олег Петрович
- Людмила Алфімова — Марія Єгорівна, дружина Турчака
- Олена Кіщик — Тетяна Євгенівна
- Наталя Лебедєва — Марійка, дочка Горєва
- Борис Александров — епізод
- Андрій Альошин — Володимир Гараджа, наречений Галки
- Тетяна Антонова — секретар штабу по боротьбі зі стихією
- Давид Бабаєв — Мойсей Шахновський, Голова відділу постачання
- Д. Безбожний — епізод
- Любов Богдан — Галка
- О. Боярченко — епізод
- Володимир Волков — відповідальний за радіозв'язок
- Валентина Гришокіна — представник медицини
- Анатолій Горчинський — епізод
- Олексій Довгань — епізод
- Степан Донець — епізод
- Галина Довгозвяга — секретар зборів
- Михайло Ігнатов — робітник
- Ніна Кобеляцька — Любов Миколаївна
- О. Коваленко — епізод
- Г. Коваль — епізод
- Володимир Костюк — начальник ДАІ
- Юрій Крітенко — Юрій Юрійович, начальник управління торгівлі
- Микола Малашенко — водій Турчака
- Валерій Наконечний — робітник
- Вілорій Пащенко — голова профкому комбінату
- Владислав Пупков — член штабу по боротьбі зі стихією
- Тетяна Слобідська — секретар комітету комсомолу
- Володимир Ткаченко — Загорулько
- Алім Федоринський — головний інженер комбінату
- Ігор Черницький — водій Косаря
- Олександр Чернявський — зв'язківець
- Олена Чекан — Софія Анатоліївна, секретар Горєва
- Анатолій Юрченко — референт Турчака
- Олександр Агєєнков — секретар комітету комсомолу
- Петро Філоненко — учасник пленуму

## Знімальна група
- Режисер — Сергій Омельчук
- Сценарист — Лев Корнешов
- Оператор — Віталій Зимовець
- Композитор — Олег Ківа
- Художник — Олександр Вдовиченко

## Зйомки
Значна частина сцен у міській забудові була відзнята в історичному центрі Миколаєва.